# Яла овальна
Jalla dumosa (лат.) — вид клопів з родини щитників. Поширений по всій Палеарктиці, за винятком півночі. Живуть на чагарниках, траві та у підстилці. Хижаки. Довжина тіла імаго 10,5-14,5 мм. Верх тіла темно-бурий; низ, ноги, очі і голова чорні; смужка посередині голови, переднеспинки та щитка, пляма в передніх кутах щитка, бічні краї переднеспинки і середня частина гомілок жовтуваті або червонуваті.